# Yū Shimasaki
Yū Shimasaki (japanisch 島嵜 佑 Shimasaki Yū; * 26. September 1985 in der Präfektur Osaka) ist ein japanischer Fußballspieler.

## Karriere
Shimasaki erlernte das Fußballspielen in der Universitätsmannschaft der Juntendo-Universität. Seinen ersten Vertrag unterschrieb er 2008 bei Sagan Tosu. Der Verein spielte in der zweithöchsten Liga des Landes, der J2 League. Für den Verein absolvierte er 19 Ligaspiele. Ende 2009 beendete er seine Karriere als Fußballspieler.